# Mikronezijski narodi
Mikronezijci (Mikronezijski narodi), slupni naziv za dvadesetak malenih naroda nastanjenih i Mikroneziji, Sjevernim Marijanskim Otocima, Maršalovim Otocima, Palau, Nauru i Kiribatima. Mikronezijci se na područje koje danas nastavaju doseljavaju prema nekim procjenama pred nekih 2000 godina prije Krista. Ovi narodi imaju prilično jewdnoličnu kulturu ribarenja, školjkarenja i skupljanja kokosovih oraha. Njihovo oruđe i oružje do dolaska bijelih Europljana izrađivalo se od uglavnom od školjaka. Njihove nastambe bogato su izrezbarene i oslikanih su zabata.
narodi ove skupine su: Gilbertanci ili I-Kiribati, Chamorro, Nauruanci, Palauci, Japci, Ponapejci, Maršalci, Trukci ili Tručani, Kosraenci, Mortlokci, Karolinci, Sonsorolci, Mokilci, Guamci, Midway otočani, Pingelapci, Satawalci, Puluwat, Namonuito, Paafang, Ngatik, Mapia (indonezijski dio Nove Gvineje), Tobijci, Tanapag, Re Ulithi ili Ulithijci i Woleajci.

## Vanjske poveznice
- Micronesians
- Language Family Trees: Micronesian